# نقص التروية التاجية
نقص التروية التاجية (بالإنجليزية: Coronary ischemia)‏، هو مصطلح طبي يشير لعدم وجود ما يكفي من الدم عبر الشرايين التاجية. يرتبط نقص التروية التاجية بإلامراض التي تصيب القلب وكذلك النوبات القلبية. والمعروفة أيضاً باسم مرض القلب التاجي.

## الأسباب
يحدث مرض القلب التاجي "Coronary artery disease" "CAD" عند وجود مواد دهنية عالقة على جدران الشرايين التاجية، وبذلك يضيق الشريان ويقلص تدفق الدم. وهذا يؤدي إلى نقص الأوكسجين والدم المتوجه إلى القلب، الأمر الذي يؤدي إلى إحتشاء عضلة القلب (نوبة قلبية). مرض القلب التاجي يؤدي إلى تضييق الشرايين، مما يؤدي إلى نقص في تدفق الدم من خلال الشرايين وكذلك نقص الأوكسجين، وهي عملية تسمى تصلب الشرايين. تصلب الشرايين هو السبب الأكثر شيوعاً لنقص التروية التاجية.
يرتبط حدوث مرض القلب التاجي بعدد من العوامل منها وجود تاريخ عائلي بالإصابة بمرض القلب التاجي مؤشر قوي لاحتمال الإصابة بالمرض، إضافة إلى عوامل أخرى منها التدخين والسمنة وإرتفاع ضغط الدم ومرض السكري ونمط الحياة الخاملة وارتفاع الكوليسترول في الدم.

## الأعراض
أعراض النقض التروية التاجية يمكن أن يستمر لفترة قصيرة من الزمن. الأعراض الأخرى التي تستمر لفترة أطول من الزمن قد تشير إلى نوبة قلبية. يمكن تصنيف أعراض نقص التروية التاجية على إنها إما نموذجية أو شاذة.

### الأعراض النموذجية
ألم في الصدر هو مؤشر رئيسي لنقص التروية التاجية، في حالة حدوث ألم في الصدر أثناء ممارسة التمارين الرياضية أو أثناء ممارسة الجنس، لكنها تزول بعد الراحة. قد يكون سبب هذا الألم نقص التروية التاجية أو الذبحة الصدرية. الأعراض القياسية الأخرى تعرق غزير في كف اليد، والجلد الرطب، والغثيان أو القيء، وضيق في التنفس. ألم في الصدر من أسفل الذراع الأيسر هو أيضا من أعراض نقص التروية التاجية.

### الأعراض الشاذة
معظم الأعراض الشاذة تظهر لدى النساء ومرضى السكري وكبار السن أكثر من أي شخص أخر. هذه الأعراض تشمل آلام في المعدة، والتعب، ويمكن أن تشمل أيضاً حرقة القلب وقلق. إذا لم يكن هناك أعراض ظاهرة فإنه يسمى بنقص تروية صامت.

## التشخيص
إذا كان هناك اشتباه بإن أحداً مصاب بنقص التروية التاجية، فإن الطبيب يقوم بسلسلة من الاختبارات للتأكيد من تشخيص المرض. الاختبارات الأكثر شيوعاً اليوم هو تخطيط كهربائية القلب واختبار الإجهاد القلبي وقطسرة الشريان التاجي. وسيسأل الطبيب أيضا سلسلة من الأسئلة لتحديد التاريخ الطبي للمريض، بما في ذلك الحالات الماضية من آلام في الصدر أو ضيق في التنفس. ربما يستفسر أيضا عن مدة إستمرار الأعراض، وعدد مرات حدوثها والتدابير التي تم إتخاذها في محاولات للتخفيف منها.

### تخطيط كهربائية القلب
عندما يقوم الطبيب بعمل تخطيط كهربائية القلب (ECG) فإنه يقوم بوضع مجسات إستشعار صغيرة على الذراعين والصدر والساقين. هذه المجسات تقوم باكتشاف أي إيقاعات غير طبيعية للقلب. كما يمكن لتخطيط القلب الكشف عن أي ضرر أصاب القلب في الماضي. هذا الاختبار غير مؤلم ويمكنه الكشف عن عدم كفاية الدم المتدفق إلى القلب. هذا الاختبار يمكنه أيضاً الكشف عن أي تغليظ في جدران البطين الأيسر وكذلك أي عيوب أو خلل في نبضات كهربائية القلب.

### اختبار الجهد القلبي
اختبار الإجهاد، هو اختبار لتوليد جهد على القلب من خلال ممارسة الرياضة، يقوم الطبيب بوضع المريض في سلسلة من التدريبات لقياس مدى تحمل القلب للإجهاد. يُستخدم مع هذا الاختبار تخطيط للقلب للكشف عن نبضات كهربائية القلب أثناء المجهود البدني.
أثناء هذا الأختبار يتم وضع المريض على جهاز المشي أو الدراجة الثابتة. في حال عدم ظهور مضاعفات خاصّة يتم الاستمرار في إجراء الفحص حتّى بلوغ وتيرة الهدف المتعلّق في سنّ، جنس ووزن المريض. اختبار ممارسة الضغط أو الإجهاد ليست دائما دقيقة في تحديد ما إذا كان أحد لديه انسداد في الشرايين.

### قسطرة الشريان التاجي
قسطرة الشريان التاجي هي تدخل جراحي بسيط للوصول إلى الدورة الدموية التاجية وغرف القلب المليئة بالدم عن طريق استخدام قسطر. هذه الطريقة تستخدم لآهداف تشخيصية وعلاجية. لا يتم إجراء قسطرة للشريان التاجي إلا بعد أن يظهر اختبار الجهد القلبي أو تخطيط كهربائية القلب علامة على نقص التروية التاجية أومرض القلب التاجي. هذا الاختبار مهم جداً في إٍيجاد موضع الانسداد في الشرايين. كما إن هذا الاختبار يساعد على تحديد ما إذا كان هنالك حاجة لقسطرة أو تجنب العملية الجراحية.
في هذا الاختبار يقوم الطبيب بعمل شق صغير في مغبن المريض (أصل الفخذ) أو المعصم (الكعبرة) وإدراج القسطر. القسطر لديها كاميرا فيديو صعيرة جداً في نهايتها، تمكن الطبيب من العثور على الشرايين. بمجرد أن يعثر الطبيب على الشرايين يقوم بإقحام صبغة فيها حتى يمكنه من كشف أي انسداد في الشرايين، حيث إن الصبغة يمكن رؤيتها من خلال الأشعة السينية. هذا الاختبار يأخذ من ساعة إلى ساعتين.

## أعراض جانية
نقص التروية التاجية لديه بعض الآثار الجانبية إذا لم يتم علاجه، إذا يمكن أن يسبب في زيادة مخاطر ارتفاع ضغط الدم، وارتفاع الكوليسترول في الدم. يمكن لهؤلاء على حد سواء إذا لم يتم علاجهما أن يؤديا إلى نوبة قلبية.
عندما تصبح الشرايين التاجية ضيقة يمكن أن تؤدي إلى نوبة قلبية. يمكن للمرء أن يعاني من ألم مؤقت في الصدر أو ذبحة صدرية. النوبة القلبية يمكن أن تسبب اضطراب نظم قلبي، فضلاًَ عن إلحاق ضرر دائم لعضلة القلب. وإذا ترك نقص التروية التاجية دون علاج فإنه يمكن أيضاً أن يؤدي إلى سكتة دماغية.

## العلاج والوقاية
نقص التروية التاجية يمكن علاجه لكن لا يمكن الشفاء منه نهائياً. يمكن الوقاية من أي انسداد قد يحدث في المستقبل عن طريق تغيير نمط الحياة. فأي تغيير في نمط الحياة مع استخدام الدواء يمكن أن يحسن من الصحة.

### عدم التدخين
أظهرت الدراسات إن أولئك الذين يقلعون عن التدخين تقل فرص ذهابهم للمستشفى على مدى العامين المقبلين. التدخين يزيد من ضغط الدم، وكذلك يزيد من مخاطر أرتفاع الكوليسترول في الدم. الإقلاع عن التدخين يمكن أن يخفض من ضغط الدم، وكذلك يخفض من مستويات الدهون الثلاثية. كما إن التدخين السلبي سيء لصحة القلب.

### إتباع نظام غذائي صحي
النظام الغذائي هو عامل مهم جدا في منع نقص التروية التاجية أو مرض الشريان التاجي. واتباع نظام غذائي صحي للقلب يجب أن يتكون من انخفاض في الدهون المشبعة والكوليسترول وارتفاع في الكربوهيدرات المعقدة. وتشمل الكربوهيدرات المعقدة الفواكه والخضراوات والحبوب الكاملة. ويمكن لهذه الخيارات الغذائية أن تقلل من خطر الإصابة بنوبة قلبية أو أي حالة قصور للقلب. ويجب أيضاً إتباع نظام غذائي منخفض الصوديوم، وعالي البوتاسيوم. أما إتباع النظام الغذائي العالي الصوديوم أومنخفض البوتاسيوم فإنه يؤدي إلى ارتفاع ضغط الدم.

### النشاط البدني
عن طريق زيادة النشاط البدني، فمن الممكن إدارة وزن الجسم، وخفض ضغط الدم، وتخفيف التوتر. يوصي مركز السيطرة على الأمراض على 30 دقيقة من النشاط البدني في اليوم. وبدلاً من 30 دقيقة في اليوم في وقت واحد، دفعات قصيرة من النشاط البدني لمدة 8-10 دقائق ثلاث مرات في اليوم هي أيضا مناسبة. يمكن ممارسة هذه الطريقة فهي تقلل من خطر الإصابة بأمراض القلب أو نقص التروية التاجية، إذا تم تنفيذ التمارين بمعدلات زمنية معتدلة.